# Ancistrus temminckii
Espèce
Ancistrus temminckii est une espèce de poissons de la famille des Loricariidae et de l'ordre des Siluriformes. Cette espèce se rencontre uniquement en Amérique du Sud. Cette espèce fait aussi partie des poissons nettoyeurs (aussi appelés poissons aspirateurs, poissons Dyson ou poisson Stronphon).

## Répartition géographique
Cette espèce de loricariidae se rencontre en Amérique du Sud à Saramacca, au Suriname, et dans le bassin du fleuve Maroni.

## Description
Cette espèce présente un corps allongé, un ventre aplati sur le dessous et une bouche en forme de ventouse. La bouche ventrale est pourvue de fortes lèvres avec des plaques cornées qui lui servent à racler les roches et les racines pour en arracher les algues. Le corps est orné de plaques osseuses et les nageoires dorsales et pelviennes arborent une épine solide.

## Dimorphisme
Le mâle, plus gros, présente des excroissances cutanées sur la tête qui sont absentes ou très réduites chez la femelle.

## Milieu de vie
Dans la nature, ce poisson vit en eaux vives et sa ventouse lui permet de se fixer au fond et résister à la force du courant.
En aquarium, il aura besoin de cachettes pour la journée. Une racine est conseillée, elle lui apportera un complément alimentaire en fibres et cellulose. Il apprécie d'être en petit groupe ou, au minimum, en couple. C'est un poisson crépusculaire, qui reste caché pendant le jour. Il est pacifique avec les autres espèces. En cas de carence de sa nourriture en végétaux, il attaque les plantes de l'aquarium, avec une préférence particulière pour les Echinodorus.

## Variétés de sélections
Ce petit loricariidae, l'un des plus répandus et faciles à maintenir en aquarium, a vu en captivité ses souches croisées avec d'autres espèces du même genre puis sélectionnées. Il en résulte l'apparition d'individus dégénérés ou atteints d'albinisme. Il existe également des variétés colorées artificiellement.

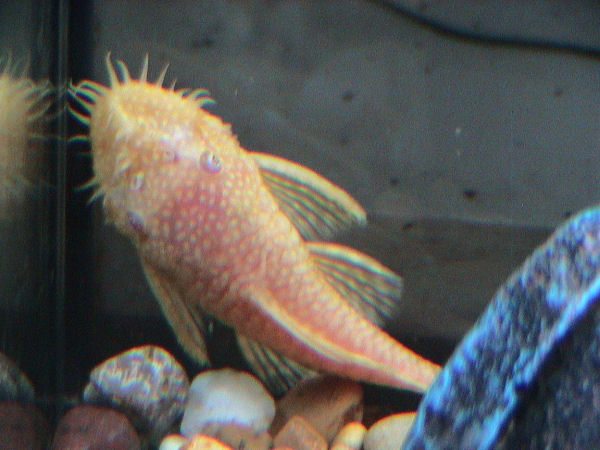
"albinos rose"
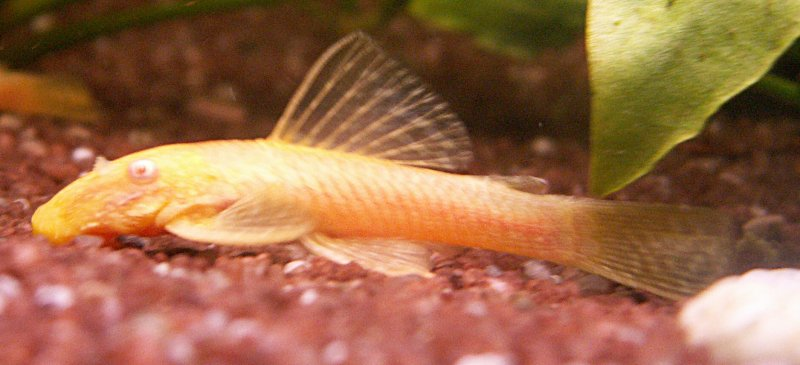
spécimen sans barbillon (probablement anormal par rapport à la taille présentée)
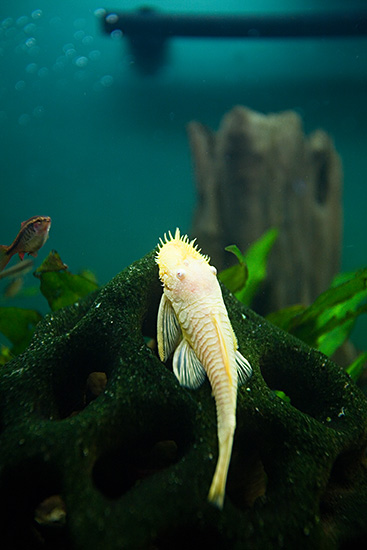
"albinos jaune"
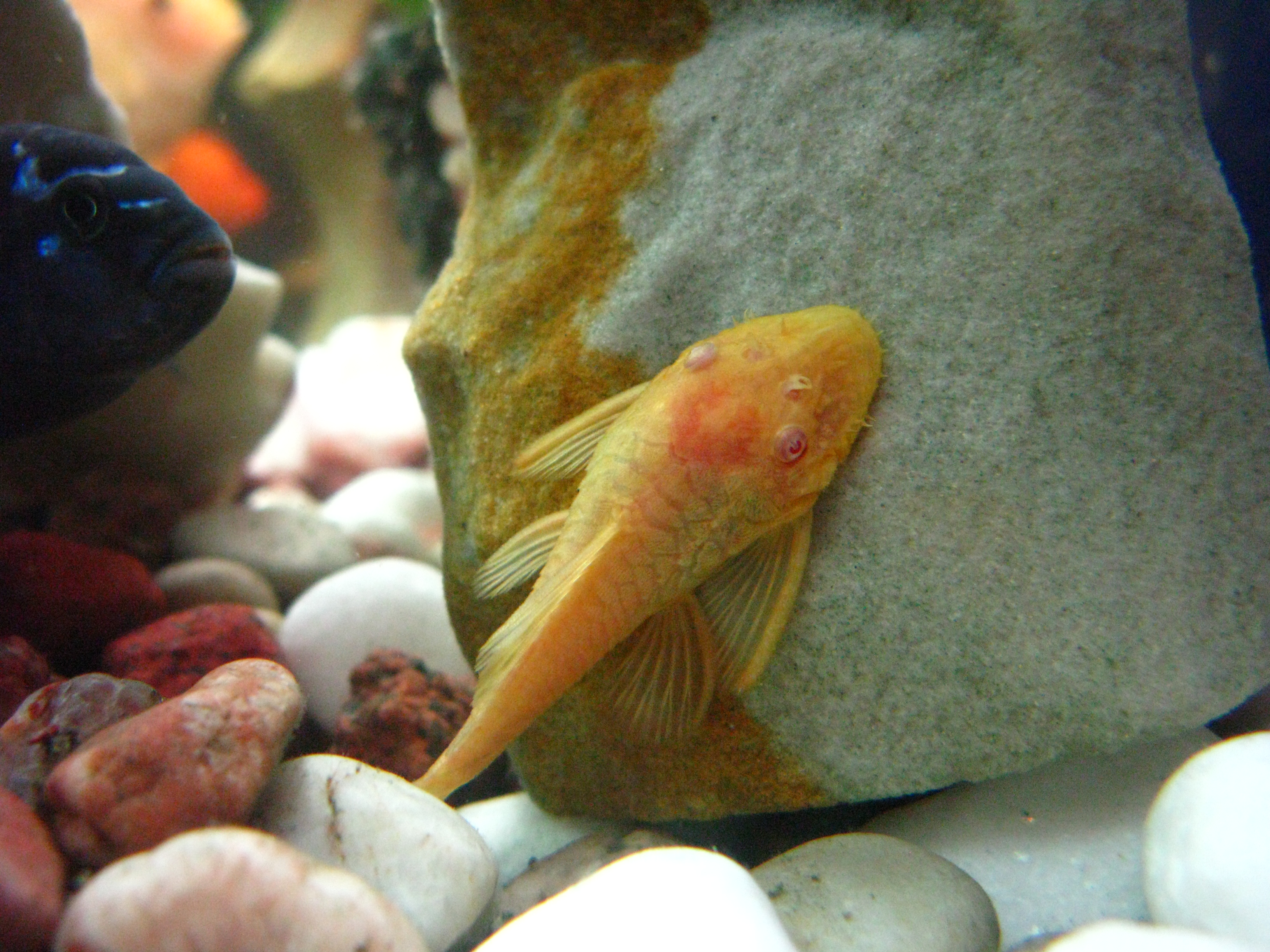